# Annebault
Annebault är en kommun i departementet Calvados i regionen Normandie i norra Frankrike. Kommunen ligger i kantonen Dozulé som ligger i arrondissementet Lisieux. År 2022 hade Annebault 502 invånare.

## Befolkningsutveckling
Antalet invånare i kommunen Annebault
Referens: INSEE